# Маунт Оберн (Ајова)
Маунт Оберн (енгл. Mount Auburn) град је у америчкој савезној држави Ајова. По попису становништва из 2010. у њему је живело 150 становника.

## Демографија
Према попису становништва из 2010. у граду је живело 150 становника, што је -10 (-6.3%) становника више него 2000. године.
| Група             | 2000.       | 2010.       |
| Белци             | 146 (91,3%) | 146 (97,3%) |
| Афроамериканци    | 0 (0,0%)    | 0 (0,0%)    |
| Азијати           | 2 (1,3%)    | 0 (0,0%)    |
| Хиспаноамериканци | 1 (0,6%)    | 1 (0,7%)    |
| Укупно            | 160         | 150         |